# Paris Latino
Singles de Bandolero
Cocoloco
(1984)
Paris Latino est une chanson du groupe français Bandolero. La chanson est écrite et composée par les frères Carlos et José Perez, ancien membres du groupe punk Guilty Razors. Le troisième membre du groupe et batteur était Gilles Bourezak. Elle est sortie en single musical en octobre 1983 chez Mankin Records et distribuée par Virgin Records. Seul véritable succès commercial du groupe, le titre est considéré comme un succès sans lendemain.
En 2002, les élèves de Star Academy reprennent la chanson. Cette version obtiendra également le succès, atteignant notamment la 1re place du Top Singles français.

## Paroles et composition
Paris Latino, écrite par Carlos Perez et José Perez et produite par Alexis Quinlin (également manager du groupe Taxi Girl), est une chanson disco-funk et pop-rap.  
Les paroles évoquent, dans un mélange de français, d'espagnol et d'anglais, une soirée où dansent, fument et boivent du Cuba libre, plusieurs personnages dont : « Joséphine » (devant son miroir, en robe rouge et noire), Don Diego de La Vega venu de Mexico, des poseurs, des voyeurs et la playmate du mois (« Miss Cha-cha-cha »);
Après le succès en Europe, le groupe enregistre une version en anglais à New York sous le label Sire Records de Seymour Stein avec comme producteur John Jellybean Benitez, alors compagnon de Madonna ; la légende veut que c'est elle qui a facilité la signature avec le label. Par la suite, Seymour Stein souhaite que le groupe s'installe aux USA, malheureusement en raison de dissensions dans le groupe, il n'y eut pas de suite[réf. nécessaire].

## Liste de titres
| A1. | Paris Latino         | 3:55 |
| B1. | El bandido caballero | 3:50 |

| 1. | Paris Latino (version étendue) | 5:10 |
| 2. | Tango Tango                    | 5:20 |
| 3. | El bandido caballero           | 4:15 |

| 1. | Paris Latino (version États-Unis)           | 6:32 |
| 2. | Paris Latino (instrumental)                 | 5:23 |
| 3. | Paris Latino (version originale)            | 5:07 |
| 4. | Paris Latino (version anglaise - mix radio) | 6:10 |

## Crédits
Crédits adaptés depuis Discogs, sauf si indiqué autrement,.
- Carlos Perez – écriture, composition, guitare, production sonore
- José Perez – écriture, composition, voix, production sonore
- Philippe Le Mongne – basse[4],[5]
- Gold Funk – cuivres
- Doctor B. – rap
- Alexis Quinlin – production
- Dominique Blanc-Francard – production sonore

Paris Latino a également été remixé par John "Jellybean" Benitez dans sa version américaine.

## Classements
| Classement (1983-84)                   | Meilleure position |
| -------------------------------------- | ------------------ |
| Belgique (Flandre Ultratop 50 Singles) | 19                 |
| États-Unis (Hot Dance/Disco Club Play) | 19                 |
| Europe (Europarade Top 30)             | 13                 |
| France (IFOP)                          | 3                  |
| Italie (Musica e dischi)               | 2                  |
| Pays-Bas (Nederlandse Top 40)          | 12                 |
| Pays-Bas (Single Top 100)              | 9                  |
| Suisse (Schweizer Hitparade)           | 2                  |

| Classement (1983)        | Position |
| ------------------------ | -------- |
| France (IFOP)            | 24       |
| Italie (Musica e dischi) | 11       |

## Dans la culture populaire
Paris Latino fait partie de la bande originale du film italien Vacanze di Natale de Carlo Vanzina sorti en 1983.
En 2017, Paris Latino figure dans la bande originale du film Call Me by Your Name.

## Historique de sortie
| Pays/Région       | Date         | Format                     | Version            | Label(s)          | Réf.   |
| ----------------- | ------------ | -------------------------- | ------------------ | ----------------- | ------ |
| Divers            | octobre 1983 | - 45 tours - maxi 45 tours | Originale          | - Mankin - Virgin | ,      |
| Canada États-Unis | 1983         | maxi 45 tours              | Hot "Paris Latino" | Sire              | [ 1 ]  |
| France            | 1995         | maxi 45 tours              | Version 95         | EastWest          | [ 14 ] |
| France            | 1995         | - maxi 45 tours - CD maxi  | Version 96         | EastWest          | [ 14 ] |

## Version deStar Academy 2
Singles de Star Academy 2
Musique
(2002)
Paris Latino, typographiée Paris-Latino, a été reprise par les élèves de la saison 2 de Star Academy diffusée sur TF1 en France. La chanson est sortie en single le 10 décembre 2002.

### Liste des titres
| A1. | Paris-Latino                | 3:31 |
| B1. | Video Killed the Radio Star | 3:23 |

### Classements et certification
| Classement (2002-03)                    | Meilleure position |
| --------------------------------------- | ------------------ |
| Belgique (Wallonie Ultratop 50 Singles) | 1                  |
| France (SNEP)                           | 1                  |
| Suisse (Schweizer Hitparade)            | 7                  |

| Classement (2002) | Position |
| ----------------- | -------- |
| France (SNEP)     | 18       |

| Classement (2003)            | Position |
| ---------------------------- | -------- |
| Belgique (Wallonie Ultratop) | 24       |
| France (SNEP)                | 13       |
| Suisse (Schweizer Hitparade) | 55       |

#### Certification
| Pays                                                             | Certification | Ventes certifiées |
| ---------------------------------------------------------------- | ------------- | ----------------- |
| Belgique (BEA)                                                   | Platine       | 40 000*           |
| *Ventes selon la certification xNon précisé par la certification |               |                   |

## Autres reprises
La chanson a été reprise par le disc jockey allemand BK Duke avec la chanteuse canadienne Carly Rae Jepsen dans une version house. Elle sort en single le 5 octobre 2012.
Paris Latino a également été repris par le Collectif Métissé en 2017. Cette version paraît sur leur huitième album Fans des années 80.